# Finn-permi nyelvek

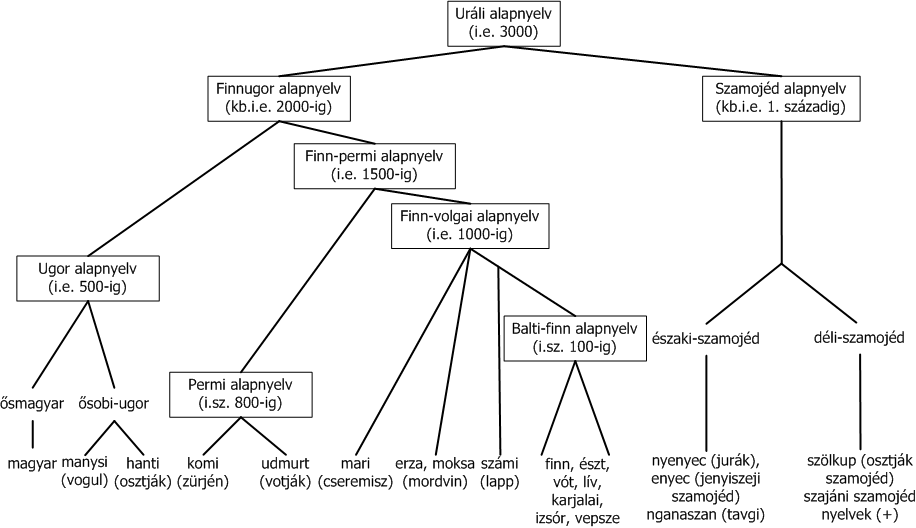
Az uráli nyelvcsalád rokonsági viszonyai (a nyelvek szétválásának feltételezett évszámaival)

A finn-permi nyelvek a finnugor nyelv család egy alcsoportját képezik. Alcsoportjai a permi nyelvek és a finn-volgai nyelvek. A beszélők Észak-Európában helyezkednek el, a Finnországtól az Urál-hegységig terjedő területen.